# Hegymeg
Hegymeg is een plaats (község) en gemeente in het Hongaarse comitaat Borsod-Abaúj-Zemplén. Hegymeg telt 103 inwoners (2001).